# بیمارستان آلیس هو میو لینگ ندرسول
بیمارستان آلیس هو میو لینگ ندرسول (به انگلیسی: Alice Ho Miu Ling Nethersole Hospital) بیمارستانی مدیکر در هنگ کنگ است که در ۱۸۸۷ میلادی ساخته شد و دارای ۴۰۰ تخت است.